# Kufoba
Kufoba är en ort i Azerbajdzjan.   Den ligger i distriktet Qusar Rayonu, i den nordöstra delen av landet, 190 km nordväst om huvudstaden Baku. Kufoba ligger 228 meter över havet och antalet invånare är 413.
Terrängen runt Kufoba är platt åt nordost, men åt sydväst är den kuperad. Närmaste större samhälle är Xudat, 18,8 km öster om Kufoba.
Trakten runt Kufoba består till största delen av jordbruksmark. Runt Kufoba är det ganska glesbefolkat, med 48 invånare per kvadratkilometer.